# Ben Steele
(en) Statistiques sur pro-football-reference
Benjamin Joseph Steele, né le 27 mai 1978 à Denver dans le Colorado, est un joueur américain de football américain professionnel de la National Football League. Il a joué deux saisons au poste de tight end pour les Packers de Green Bay. Steele joue au football américain universitaire à l'université Fort Lewis et à l'université d'état Mesa. Il a passé 6 ans en NFL, la plupart du temps en équipe d'entraînement . Il marque son seul touchdown avec Aaron Rodgers lors du premier match en NFL de ce dernier.

## Carrière professionnelle
Ben Steele est signé en 2001 par les 49ers de San Francisco comme agent libre non drafté.